# ويليام هندرسون (لاعب كريكت)
ويليام هندرسون (19 نوفمبر 1917 في جنوب أفريقيا - 21 مارس 1995 في جنوب أفريقيا) (بالإنجليزية: William Henderson)‏ هو لاعب كريكت جنوب أفريقي.

## وصلات خارجية
- ويليام هندرسون على موقع إي آس بي آن كريك إنفو (الإنجليزية)